# Spelkortsmysteriet
Spelkortsmysteriet (originaltitel: Kabalmysteriet) är en ungdomsroman från 1990 av Jostein Gaarder. Ordet "kabal" i den norska originaltiteln betyder patiens på svenska. Spelkortsmysteriet är Gaarders första ungdomsroman och den innebar hans litterära genombrott. Boken översattes till svenska 1992.